# Arfvedsonita
La arfvedsonita es un mineral del grupo de los silicatos, subgrupo inosilicatos y dentro de ellos pertenece a los anfíboles. Es un aluminosilicato de sodio y hierro, este último puede ir parcialmente sustituido por otros metales como magnesio o manganeso, dando lugar a sus variedades.
El hierro que contiene es de dos tipos, férrico y ferroso, que no ocupan la misma posición en la estructura cristalina pues son de distinto tamaño, siendo el ferroso el que puede ser sustituido por magnesio. Así, la arfvedsonita es el extremo (férrico-ferroso) de una serie de solución sólida, en cuyo otro extremo está la magnesio-arfvedsonita (férrico-magnesio).
La arfvedsonita fue descubierta por primera vez en la intrusión Ilimaussaq de los fiordos de Kangerdluarssuq en el este de Groenlandia y fue descrito en 1823 por Henry James Brooke (1771–1857), quien nombró al mineral  por el químico sueco Johan August Arfwedson (1792–1841).

## Ambiente de formación
Aparece en rocas ígneas, sobre todo granitos alcalinos y sienitas alcalinas.
Puede tener asociados los siguientes minerales: nefelina, albita, egirina, riebeckita o cuarzo.

## Localización, extracción y uso
La arfvedsonita tiene una distribución muy limitada comparada con el resto de los anfíboles, sólo en las raras rocas ígneas que son muy ricas en sodio. Se localiza en Quebec (Canadá), sur de Groenlandia, península de Kola (Rusia) y Noruega.
No tiene uso industrial y no tiene interés coleccionístico en sí, pero es un bello mineral acompañante de otros especímenes raros y codiciados por los coleccionistas.